# Hamataliwa pricompta
Hamataliwa pricompta là một loài nhện trong họ Oxyopidae.
Loài này thuộc chi Hamataliwa. Hamataliwa pricompta được Christa L. Deeleman-Reinhold miêu tả năm 2009.